# Kiefferulus martini
Kiefferulus martini är en tvåvingeart som först beskrevs av Freeman 1961.  Kiefferulus martini ingår i släktet Kiefferulus och familjen fjädermyggor. Inga underarter finns listade i Catalogue of Life.